# Arroyo Tres Cruces Grande
El arroyo Tres Cruces Grande es un curso de agua uruguayo que atraviesa el departamento de  Artigas perteneciente a la cuenca hidrográfica del Río de la Plata.
Nace en la Cuchilla de Tres Cruces y desemboca en el río Cuareim.